# 河魨
河魨（英語：Pufferfish 或 Blowfish，所指鱼中一类，西方世界亦會借用日文稱之為Fugu），常寫作河豚，俗称气鼓鱼、气泡鱼、吹肚鱼、雞泡魚、青郎君、刺䲅等，在台灣又稱海裡豚，古稱䰽鱼，一般泛指魨形目中二齒魨科、三齒魨科、四齒魨科以及箱魨科所屬的魚類。河魨普遍分佈在世界各地北緯45度至南緯45度之間的海水、淡水等水域。河魨普遍具有膨脹身體的能力，能夠將大量的水或空氣吸入極具彈性的胃中，使身體大小膨脹數倍，以嚇阻掠食者。同時，大多數四齒魨科以及箱魨科的河魨，分別具有劇毒河魨毒素及箱魨毒素，依品種分佈於內臟、肌肉、血液、皮膚等等不同部位，毒性並隨季節有所變化。河魨肝最毒，富含ω-3脂肪酸，且味道可口。1975年日本傳奇歌舞伎演員八代目坂東三津五郎吃了四份河魨肝，中毒身亡，日本政府之後便下令禁吃河魨肝。中華人民共和國也一度禁止市场上的河魨销售，直到2016年底才有限解禁。

## 命名
自古以来，河魨有多种叫法，河豚和河魨是最常用的名称。豚原意为“小豕”，应以河魨的形状得名；南北朝顾野王在《玉篇》内改用鲀。现代中文中魨为魨形目鱼类，所指比江河中河魨的范围大：大部分魨类生物都生活在海洋中，而“豚”多指鲸下目中的小型生物，属于哺乳动物。
因河魨在受到威胁时会鼓起身体，还能发出“咕咕”的声音，因此中国古代称其为䲅、鱼、黄驹、魺、嗔鱼、鲑。广东海丰、潮州、汕头一带的闽语仍然有称河魨为“鲑鱼”的用法。
因河魨体表的斑纹，中文里又称其为鲐鱼，以及鮧、鯸鲐、鯸鮧、鰗鮧、鹕夷、鯸等音近的称呼。此外，还有的称呼。

## 食用
中國很早就對其毒性有所見解。晉人左思《三都賦·吳都賦》便有“王鮪鯸鮐”之句，其注曰：“鯸鮐魚，狀如蝌蚪，大者尺餘，腹下白，背上青黑，有黃紋，性有毒。”沈括在《夢溪筆談》中說：“吳人嗜河豚魚，有遇毒者，往往殺人，可為深戒。”《太平廣記》亦云：“鯸鮐魚文斑如虎，俗云煮之不熟，食者必死。”《嘉靖江陰縣志》在“魚之屬”中提到：“河豚，……凡腹、子、目、精、脊血有毒。”《丹徒縣志》稱：“子與眼人知去之。血藏脂內，脂至肥美，有西施乳之稱，食者必不肯棄。苟治不法，則危矣。”清代名醫王士雄稱：“其肝、子與血尤毒。或云去此三物，洗之極凈，食之無害。”
河魨肉極度美味，是中国“长江三鲜”（河魨、刀鱼、鲥鱼）之首，长江镇江下游产的河魨则是长江中最好的。北宋詩人梅堯臣的《范饒州坐中客語食河豚魚》描寫：“春洲生荻芽，春岸飛楊花。河豚當是時，貴不數魚蝦。”歐陽修在《六一詩話》裡說：“河豚嘗生於春暮，群游水上，食絮而肥。南人多與荻芽為羹，云最美。故知詩者謂只破題兩句，已道盡河魨好處。聖俞平生苦於吟詠，以閒遠古淡為意，故其構思極艱。此詩作於樽俎之間，筆力雄贍，頃刻而成，遂為絕唱。”另外蘇軾也寫下“蒌蒿满地芦芽短，正是河豚欲上时”，並曾說河魨味道“值那一死”。宋朝人用蒌蒿、芦苇的幼芽与河豚合烹，據說是可以解毒。常有美食家因河豚料理不當或品種不分，造成意外中毒死亡，因而古有「拼死吃河豚——勉強從事」的說法。

### 养殖
河豚并非自身产生毒性，是通过食物获取毒素和共生产毒细菌后才成为毒鱼。日本在2001-2004年期间试验在长崎、熊本、爱媛、鹿儿岛、和歌山、静冈、佐贺七县养殖5043头红鳍东方鲀（虎河豚），其毒素含量全身（包括肝脏）都低到可安全使用的程度。
中国在1993年开始通过国有企业“大连天正”试验养殖红鳍东方鲀和暗纹多纪鲀，2003年开始小规模特许餐馆出售。2012年时，天正大部分产品输出到日本、韩国，有小部分在国内特许餐馆出售。2016年，中国政府解除了餐馆需要特别许可的机制。

### 管制

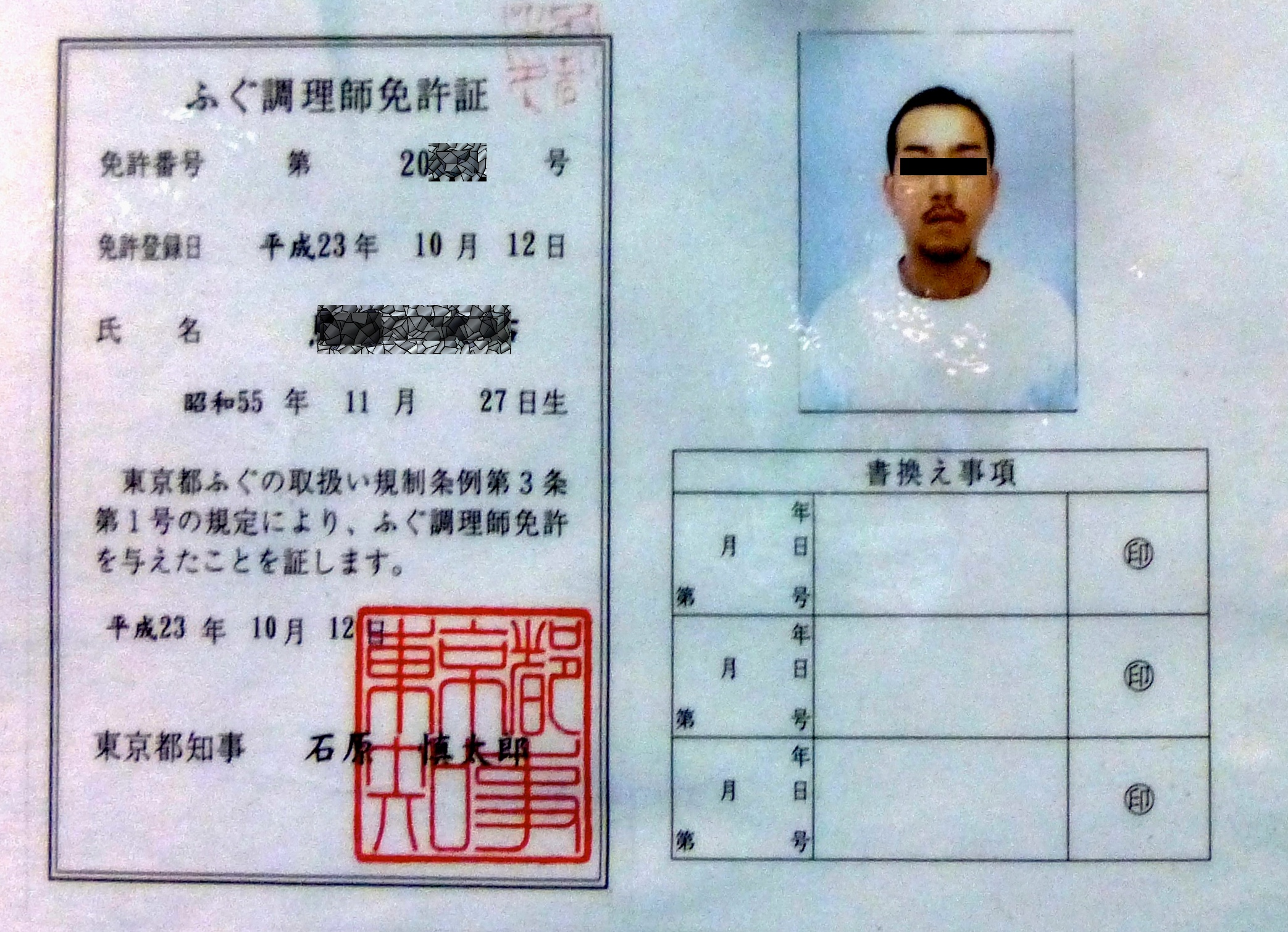
一張由東京都政府頒發的河豚調理師免許證

現在河魨的研究以日本研究最深，在日本，河魨的料理均需嚴格訓練和領有牌照的廚師才能夠進行。1984年，日本禁止食用河豚肝，名菜河豚肝刺身从此不再售卖。2012年，日本放宽了河豚鱼的管制，允许領有牌照的廚師将鱼预先做好处理，包装卖给一般餐厅烹饪。
中国在2016年允许一般餐馆购买养殖河豚鱼（无内脏），每份鱼都附有一份毒性检测报告。2017年开始，一般上海市民也可以通过网络购买去除内脏的整鱼。2019年，可以吃河豚鱼的餐馆已在中国遍地开花。截止2023年2月，每千克河豚价格约330人民币。
虽然养殖河豚的肝脏理论、实测都无毒，但中国、日本都未解禁。佐贺县三次向日本食品安全委员会提出解禁养殖河豚肝，但一直以“资料不足”为理由驳回；养殖场主本人私下会放心食用。日本臼杵市有店铺私下售卖养殖河豚肝，据纽约时报称政府对此是“假装没看见”。中国也有河豚养殖户私下制作、食用河豚肝刺身。

## 观赏
河魨同時也是觀賞魚，在水族館中的觀賞用河魨一般根據體型分別稱為狗頭或是娃娃。常見的觀賞用河魨有分布於純淡水域的龍脊魨屬（Carinotetraodon ）的巧克力娃娃、紅斑馬娃娃、仿龍脊魨和方頭魨屬（Colomesus）的南美娃娃、托坎廷斯河方頭魨和魨屬（Tetraodon ）的皇冠狗頭、斑馬狗頭、紅木瓜狗頭和單孔魨屬（Pao）的毛毛狗頭、麒麟狗頭和金球魨屬（Auriglobus）俗稱綠娃娃或紫金娃娃，還有雖然可淡水域，但主要以汽水域為主的魨屬（Tetraodon ）的金娃娃、八字娃娃、黃金娃娃和方頭魨屬（Colomesus）的南美大娃娃等。吃小魚，小蝦，螺（水生蝸牛）。雞泡魚會把別的魚等咬盲。

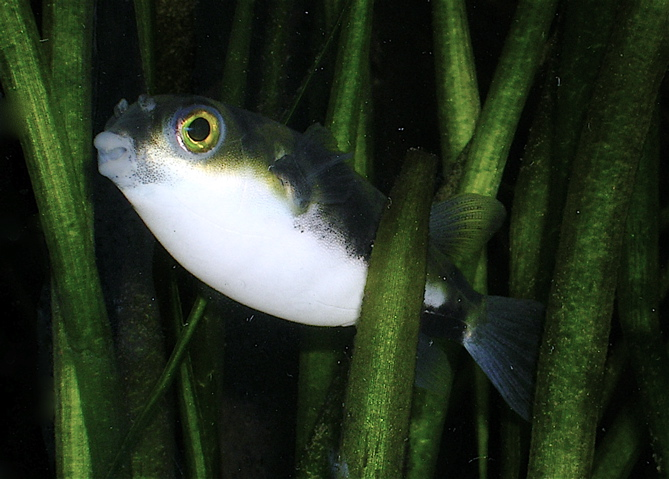
南美娃娃

## 自衛機制
河魨的體型渾圓，主要依靠胸鰭推進。這樣的體型雖然可以靈活旋轉，速度卻不快，是個容易獵取的目標。因此，河魨演化出了迥異於一般魚類的自衛機制。河魨受到威脅時，能夠快速地將水或空氣吸入極具彈性的胃中，在短時間內膨脹成數倍大小，嚇退掠食者。棘魨科的刺河魨身上甚至帶有刺，膨脹時全身的刺便會豎起，令掠食者難以吞食。
四齒魨科的河魨更含有河魨毒素，為一種劇毒，僅需極少量便能致人於死。箱魨科河魨亦含有毒性比氰化物強烈275倍的箱魨毒素（Ostracitoxin）。陳藏器《本草拾遺》稱：“入口爛舌，入腹爛腸，無藥可解。”河魨的劇毒大多分佈在內臟，然而隨著種類不同，毒性分佈的位置也不同，有些種類的河魨甚至連肌肉以及皮膚都有毒，完全無法食用。而河魨的毒性也會隨著季節而有強弱的變化，例如河魨到了繁殖期，毒性往往會變強。
也有些河魨不具毒性，例如棘魨科的河魨便為無毒。而少數的四齒魨，如黑鯖河魨（克氏兔頭魨）、白鯖河魨（懷氏兔頭魨）等，通常、或僅偶爾在內臟有微弱毒性。

## 河魨毒
河魨毒素是一種劇毒，毒性大約為氰化物的1200倍。对于老鼠实验，其半數致死量濃度低至8µg每公斤體重。一隻河魨體內所含的毒素，估計足以殺死三十個成人。河魨毒並非獨見於河魨體內，藍圈章魚、芋螺、以及某些種類的蠑螈都含有河魨毒。河魨毒是由河魨體內共生的細菌所產生的，河魨於攝食的過程中獲得產毒所需的細菌。由於河魨本身細胞膜上鈉離子通道的結構與一般生物不同，因而對河魨毒免疫。少數魚類對河魨毒免疫，因而成為河魨的天敵，例如虎鯊、狗母等。
河豚出生後原本無毒，但隨著天然海域對餌料攝取，逐漸在體內累積毒素，當遭遇危險時便釋出毒素以便自我保護，因此產卵期是河豚毒性最強的時候。 所謂人工養殖是將河豚飼養在經過人為控制的水域內，藉由過濾循環技術的導入，打造出河豚毒素較弱，甚至是「無毒河豚」的養殖環境。

## 分類
- 二齒魨科（棘魨科）Diodontidae
- 三齒魨科 Triodontidae

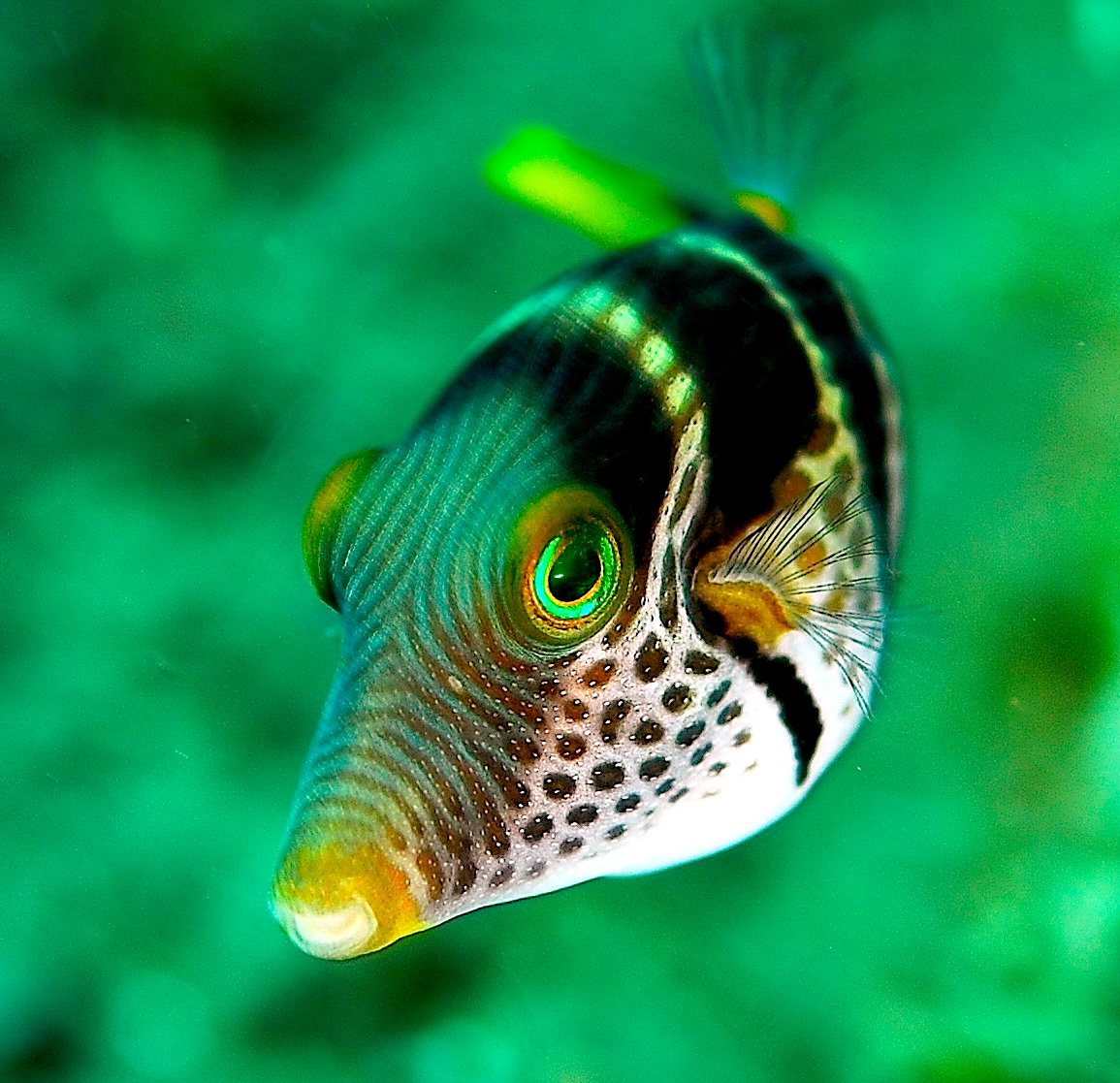
四齒魨科的瓦氏尖鼻魨（Canthigaster valentini）

- 四齒魨科（真河魨科）Tetraodontidae
  - 扁背魨屬 Canthigaster
  - 寬吻魨屬 Amblyrhynchotes
  - 叉鼻魨屬 Arothron
  - 凹鼻魨屬 Chelonodon
  - 兔頭魨屬 Lagocephalus
  - 圓魨屬 Sphoeroides
  - 多紀魨屬 Takifugu
    - 鉛點多紀魨 Takifugu alboplumbeus (Richardson, 1845)
    - Takifugu basilevskianus (Basilewsky, 1855)
    - 雙斑東方純 Takifugu bimaculatus (Richardson, 1845)
    - 中華多紀魨 Takifugu chinensis (Abe, 1949)
    - Takifugu chrysops (Hilgendorf, 1879)
    - Takifugu coronoidus (Ni and Li, 1992)
    - Takifugu exascurus (Jordan and Snyder, 1901)
    - 菊黃多紀魨 Takifugu flavidus (Li, Wang and Wang in Cheng et al., 1975)
    - 星點多紀魨 Takifugu niphobles (Jordan and Snyder, 1901)
    - 橫紋多紀魨 Takifugu oblongus (Bloch, 1786)
    - 暗紋多紀魨 Takifugu obscurus (Abe, 1949)
    - Takifugu ocellatus (Linnaeus, 1758)
    - Takifugu orbimaculatus (Kuang, Li and Liang, 1984)
    - 豹紋多紀魨 Takifugu pardalis (Temminck and Schlegel, 1850)
    - 網斑多紀魨 Takifugu poecilonotus (Temminck and Schlegel, 1850)
    - 紫色多紀魨 Takifugu porphyreus (Temminck and Schlegel, 1850)
    - 假睛多紀魨 Takifugu pseudommus (Chu, 1935)
    - Takifugu radiatus (Abe, 1947)
    - Takifugu reticularis (Tien, Cheng and Wang in Cheng et al., 1975)
    - 紅鰭多紀魨 Takifugu rubripes (Temminck and Schlegel, 1850)
    - Takifugu snyderi (Abe, 1988)
    - 密斑多紀魨 Takifugu stictonotus (Temminck and Schlegel, 1850)
    - 蟲紋多紀魨 Takifugu vermicularis (Temminck and Schlegel, 1850)
    - 黃鰭多紀魨 Takifugu xanthopterus (Temminck and Schlegel, 1850)
- 箱魨科 Ostraciontidae

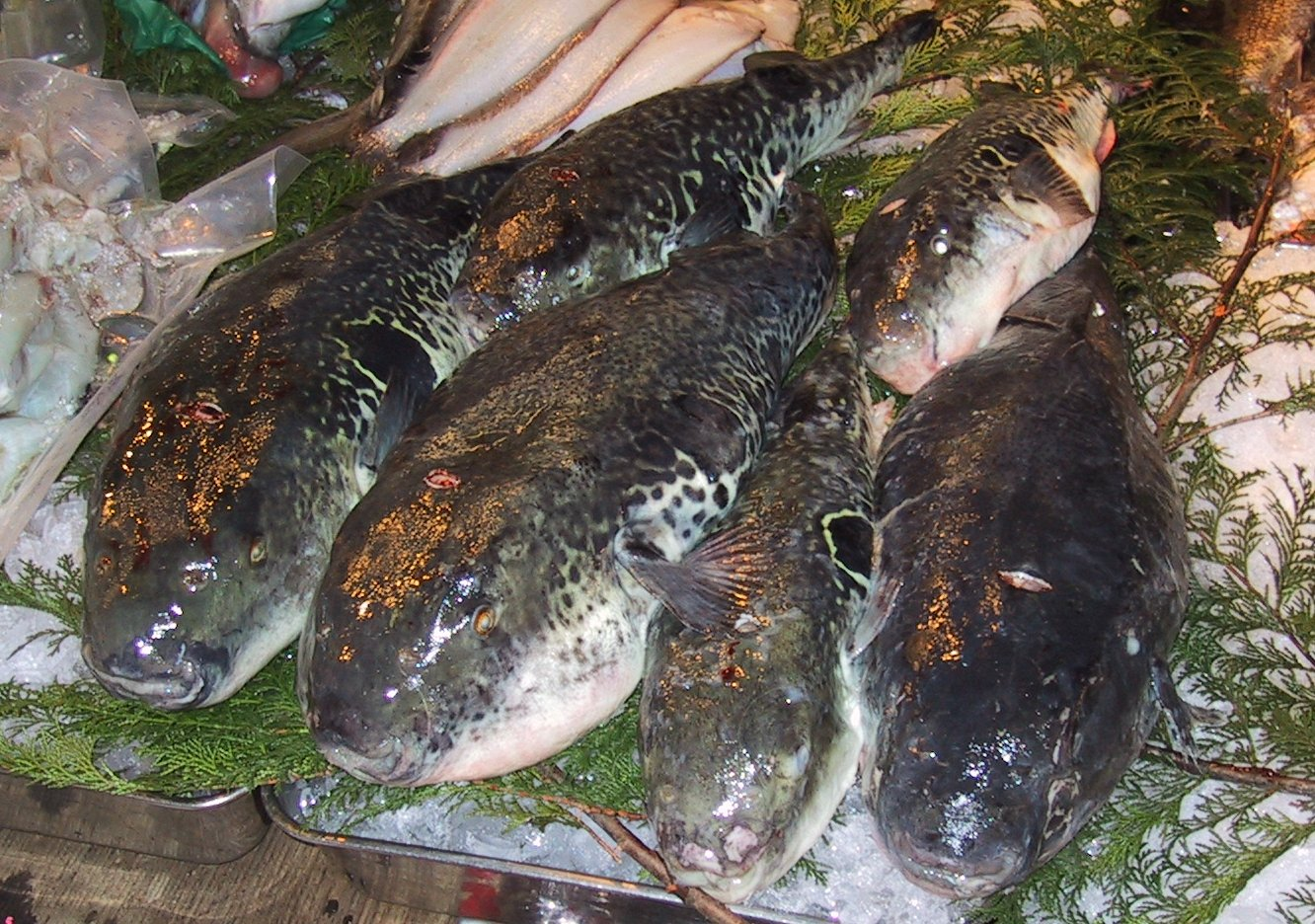
紅鰭多紀魨 Takifugu rubripes

## 文化
- 日本電影《送行者：禮儀師的樂章》，有吃烤河魨“鱼白”的鏡頭。鱼白是指雄性河魨的精巢，亦名西施乳。

## 延伸阅读
[在维基数据编辑]
 《欽定古今圖書集成·博物彙編·禽蟲典·河豚魚部》，出自陈梦雷《古今圖書集成》